# Leptaspis
Leptaspis is een geslacht uit de grassenfamilie (Poaceae). De soorten van dit geslacht komen voor in de tropische delen van West-Afrika, op Fiji, Sri Lanka, Nieuw-Guinea en in Australië.

## Soorten
Van het geslacht zijn de volgende soorten bekend: 
- Leptaspis angustifolia
- Leptaspis banksii
- Leptaspis cochleata
- Leptaspis comorensis
- Leptaspis conchifera
- Leptaspis cumingii
- Leptaspis formosana
- Leptaspis manillensis
- Leptaspis sessilis
- Leptaspis tararaensis
- Leptaspis umbrosa
- Leptaspis urceolata
- Leptaspis zeylanica